# Aartsbisdom Trier
Het aartsbisdom Trier (Duits: Erzbistum Trier) was een rooms-katholiek bisdom in Duitsland, dat in de Romeinse tijd en opnieuw vanaf de Merovingische tijd tot het einde van de Heilige Roomse Rijk in 1806 bestond. De suffragaanbisdommen waren de bisdommen van Metz, Toul en Verdun. Sinds de 9e eeuw de waren de aartsbisschoppen van Trier tegelijkertijd vorsten van het Frankische rijk en sinds de 11e eeuw keurvorsten van het Heilige Roomse Rijk. Hun wereldlijke gebieden stonden bekend als het keurvorstendom Trier (Duits: Kurfürstentum Trier of Kur-Trier).

## Geschiedenis

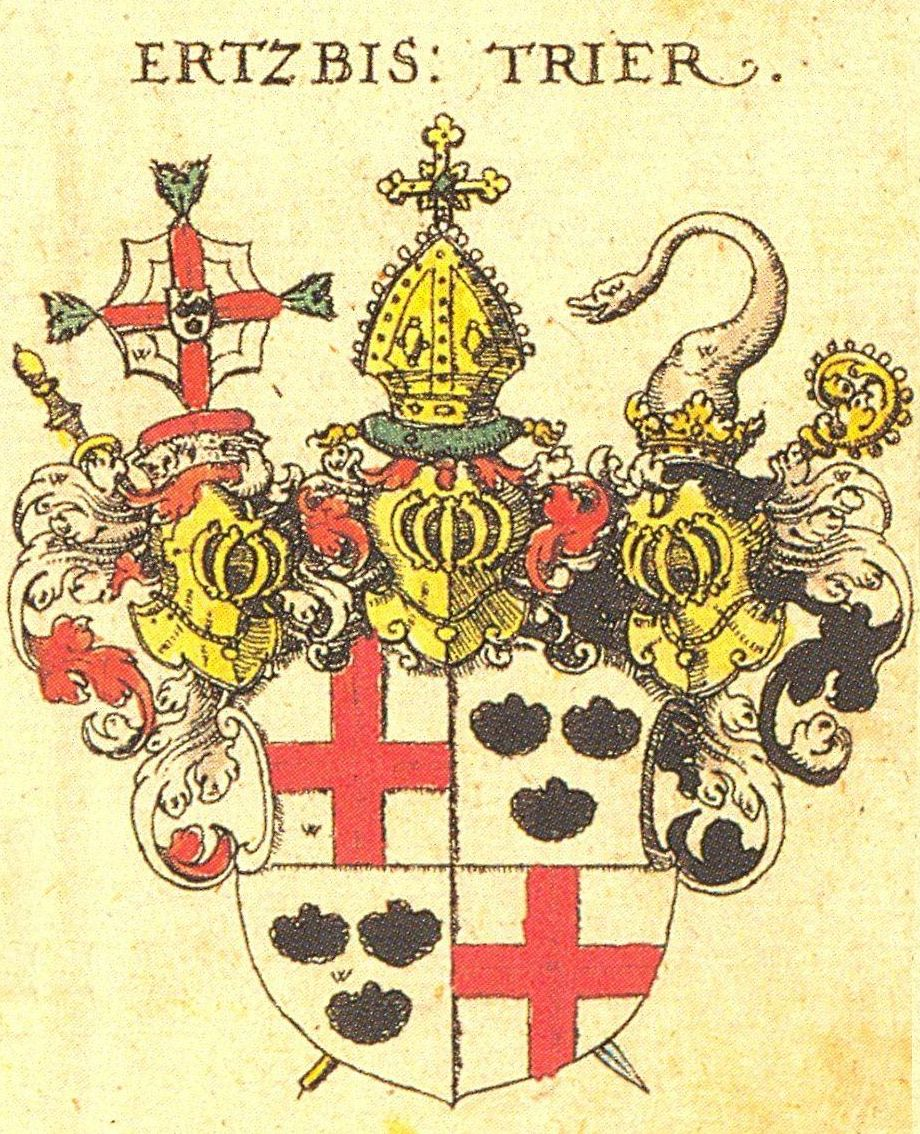
Wapen van Lothar van Metternich, prins-aartsbisschop van Trier.

Trier was als belangrijke Romeinse provinciehoofdstad, Augusta Treverorum, al de zetel van een bisschop sinds de Romeinse tijd. De eerste contemporain vermelde bisschop was Agritius die het Concilie van Arles bijwoonde in 314. Tijdens de regering van Karel de Grote werd de stad de zetel van een aartsbisschop.
De bisschoppen van Trier waren in de Merovingische tijd al vrijwel onafhankelijke territoriale magnaten. In 772 verleende Karel de Grote aan bisschop Wiomad volledige immuniteit van de rechtsmacht van de heersende graaf niet alleen voor alle kerken en kloosters, maar ook de dorpen en kastelen die toebehoorden aan de kerk van Sint-Pieter in Trier. In 816 bevestigde Lodewijk de Vrome dit door zijn vader toegekende privilege aan aartsbisschop Hetto.
Bij de deling van het Karolingische Rijk bij het verdrag van Verdun in 843 viel Trier aan het middenrijk van Lotharius; bij de verdeling van de Lotharingen bij het verdrag van Meerssen in 870 ging Trier naar het Oost-Frankische rijk, dat een groot deel van Duitsland, Nederland, het grootste deel van België, Oost- en Noordoost-Frankrijk, de Alpenlanden en Noord- en Midden-Italië omvatte. Aartsbisschop Radbod ontving in 898 volledige vrijstelling van alle belastingen voor zijn gehele bisschoppelijke grondgebied. Dit werd hem toegekend door Zwentibold, de natuurlijke zoon van keizer Arnulf van Karinthië, die rond het jaar 900 kort als koning van Lotharingen regeerde, en die onder grote druk van zijn onafhankelijke edelen, dringend behoefte had aan een machtige bondgenoot. Deze gave cementeerde de positie van de aartsbisschoppen als territoriale heren in hun eigen recht. Na de moord op Zwentibold in 900, benaderden de regenten van de minderjarige Lodewijk het Kind op hun beurt Radbod en kenden hem het district en de stad Trier volledig toe. Ook mocht hij een munt slaan – net zoveel een symbool van een onafhankelijke autoriteit als een economisch en monetair instrument – en kreeg hij de vrijheid douanerechten op te leggen. Van het hof van Karel de Eenvoudige verkreeg hij het finale recht, dat van de verkiezing van de nieuwe bisschop van Trier door het kapittel, vrij van keizerlijke inmenging.
In 902 verkreeg de aartsbisschop van Trier dus de heerschappij over de stad Trier. In 1018 kwamen daar het koningshof in Koblenz en goederen in het Westerwald bij. In 1132/1152 werd de rijksabdij Sankt Maximin van de aartsbisschop afhankelijk. In 1197 deed de palstgraaf van de Rijn afstand van de voogdij over het aartssticht ten gunste van de aartsbisschop. Sinds de dertiende eeuw was de aartsbisschop een van de zeven keurvorsten.
De laatste keurvorst-aartsbisschop vertrok in 1786 uit Trier naar het toen veel grotere Koblenz. Vanaf 1795 stond het grondgebied van het aartsbisdom, dat bijna geheel op de linkeroever van de Rijn is gelegen – onder Franse bezetting. In 1801 werd het gebied door Frankrijk geannexeerd en werd er een apart bisdom opgericht (dat later in 1803 de controle over het hele diocees kreeg). In 1803 werd het overgebleven gedeelte van het aartsbisdom op de rechteroever van de Rijn geseculariseerd en geannexeerd door de vorst van Nassau-Weilburg.
In 1821 werd het nieuwe bisdom Trier opgericht als een suffragaanbisdom van het aartsbisdom Keulen.

## Voetnoten
1. ↑  Siebmacher, Johann (1703). Erneuertes und vermehrtes Wappenbuch.... Adolph Johann Helmers, Nürnberg, Part I Table 2.